# Zoltán Gera
Zoltán Gera (Pečuh, 22. travnja 1979.) umirovljeni je mađarski nogometaš i reprezentativac. 
Tri puta je biran za igrača godine u Mađarskoj. U sezoni 2007./08. je s West Bromwich Albionom izborio ulazak u elitni razred engleskog nogometa. Prvi put je izborio prvenstvo u karijeru s reprezentacijom, nakon pobjeda protiv Norveške u dodatnim kvalifikacijama. Bio je to prvi plasman na Europsko prvenstvo nakon 43 godine. Mađarski nogometni izbornik objavio je u svibnju 2016. popis za nastup na Europskom prvenstvu u Francuskoj, na kojem se nalazio Gera. Mađarski veznjak pobrao je nagradu za najljepši pogodak na europskom natjecanju u Francuskoj. Gera je osvojio 32 posto glasova za pogodak protiv Portugala. Posljednja utakmica Mađarske u skupini F završila je rezultatom 3:3, a Gera je u toj utakmici zabio ljevicom u desni vratarev kut nakon što mu se lopta odbila na nekih 20-ak metara.

## Osobni život
U razgovoru za CBN News priznao je da je kao mladić bio sklon alkoholu i drogama. Iako se odmalena zanimao za nogomet, zbog šmrkanja ljepila pluća mu nisu bila potpuno razvijena i nije se mogao profesionalno baviti nogometom. Na očev prijedlog obratio se na kršćanstvo i pristupio odvikavanju od droga, nakon čega je u srednjoškolskim danima započeo svoju karijeru.
Oženio se 19. lipnja 2004. oženio se suprugom Timeom, koju je upoznao u pentekostalnoj crkvi. Imaju dvoje djece.

## Vanjske poveznice
- (engl.) Službene stranice  Arhivirana inačica izvorne stranice od 24. lipnja 2010. (Wayback Machine)
- (mađ.) Službene stranice  Arhivirana inačica izvorne stranice od 17. ožujka 2010. (Wayback Machine)